# Невілл Френсіс Мотт
Невілл Френсіс Мотт (англ. Sir Nevill Francis Mott; 30 вересня 1905, Лідс — 8 серпня 1996, Мілтон-Кінз) — англійський фізик, лауреат Нобелівської премії з фізики 1977 року, спільно з Філіпом Андерсоном і Джоном ван Флеком, «за фундаментальні теоретичні дослідження електронної структури магнітних і невпорядкованих систем».

## Біографія
Невілл Френсіс Мотт народився в Лідсі й був сином Ліліан Мері (до шлюбу Рейнольдс) і Чарлза Френсіса Мотта, керівника народної освіти в Ліверпулі. Його батьки познайомилися, вивчаючи фізику у Дж. Дж. Томсона в Кавендішській лабораторії Кембриджського університету. Закінчивши Кліфтон-коледж в Бристолі, Мотт поступив в коледж св. Джона в Кембриджі, де вивчав математику і теоретичну фізику, отримавши ступінь бакалавра в 1927 р.
Мотт вчився на старших курсах, коли теоретична фізика досягла значних успіхів завдяки розробці Вернером Гейзенбергом і незалежно від нього Ервіном Шредінгером принципів квантової механіки. Занурившись з головою в аспірантські дослідження, Мотт нетривалий час працював в Кембриджі під керівництвом Р. Фаулера, одного із засновників сучасної астрофізики, потім в Копенгагені під керівництвом Нільса Бора і в Геттінгені під керівництвом Макса Борна. Повернувшись до Англії в 1929 р., він протягом року читав лекції в Манчестерському університеті, де працював з В. Л. Бреггом, а потім з 1930 по 1933 р. в Гонвілл-енд-Кіз-коледжі в Кембриджі. Тут він в 1930 р. отримав ступінь магістра. Працюючи разом з Ернестом Резерфордом, Мотт займався застосуванням квантової механіки до аналізу розсіяння частинок при зіткненнях. Йому вдалося теоретично вивести знамениту емпіричну формулу Резерфорда для розсіяння альфа-часток атомними ядрами, і його викладення привели до несподіваного відкриття, що ядра гелію ідентичні альфа-часткам. При певних кутах розсіяння обчислена величина реакції подвоювалася, і цей ефект пізніше був підтверджений експериментально.
У 1933 р. у віці 28 років Мотт став професором теоретичної фізики в Бристольському університеті. Того ж року він спільно з англійським фізиком Г. Мессеєм написав книгу «Теорія атомних зіткнень» («The Theory of Atomic Collisions»). Потім Мотт зайнявся дослідженням різноманітних явищ в області фізики твердого тіла, особливо структурних властивостей металів. Він розробив теорію перехідних металів (хімічних елементів, що включають більшість звичайних металів), виділивши в них дві групи електронів, одна з яких в основному відповідала за електричну провідність, а інша — за магнітні властивості і розсіяння. Інші його дослідження були присвячені проблемам гартування металевих сплавів, випрямлення електричного струму (AC-DC перетворення), а також структурі йонних кристалів і фотографічним процесам.

## Наукова діяльність
До 30-х рр. квантова механіка дозволила дослідникам пояснити різницю між металевими і неметалевими речовинами за допомогою зонної теорії. За цією теорією, енергія електронів обмежена зонами, або рівнями, характерними для даної речовини. Саме відмінність характеру цих рівнів визначає відмінність між металами і неметалами. У металах електрони можуть займати енергетичні стани, в яких вони лише слабо пов'язані з ядрами, так що вони здатні текти у вигляді електричного струму і стимулювати провідність, якщо прикласти різницю потенціалів. Беручи участь в 1937 р. в науковій конференції в Бристольському університеті, Мотт зацікавився одним фактом, що явно суперечив зонній теорії. Теоретично окисел нікелю повинен був бути металевим провідником, тоді як фактично він є ізолятором. Врахувавши в зонній теорії взаємодію між електронами, Мотт в 1949 р. прояснив властивості окислу нікелю і встановив, чому деякі речовини переходять з діелектриків в провідники при зміні густини електронів. Ці зміни, звані нині переходами Мотта, стали грати важливу роль при створенні напівпровідників (див. Ізолятор Мотта).
Під час другої світової війни Мотт займався роботами з дослідження теорії операцій, математичною теорією ухвалення рішень стосовно стратегічного планування, а також брав участь в обчисленнях дальності дії німецьких ракет «Фау-2». Після війни він повернувся до Бристоля, де в 1948 р. став директором університетської фізичної лабораторії, в 1954 р. змінив В. Л. Брегга на посаді керівника Кавендішської лабораторії в Кембриджі.
На початку 60-х рр. Мотт почав дослідження електричних властивостей аморфних (некристалічних) матеріалів (наприклад, скло), розташування молекул в яких не впорядковане і не підпорядковане якійсь закономірності. Він зацікавився цією областю в 1958 р., коли ознайомився зі статтею Філіпа В. Андерсона, присвяченій аморфним напівпровідникам. Напівпровідник це речовина, яка поводиться як ізолятор при низьких температурах і як провідник при високих температурах.
Мотт запропонував Андерсону тимчасову роботу запрошеного професора в Кембриджі, і з 1967 по 1975 р. вони разом займалися вивченням електричної провідності напівпровідників. Андерсон раніше показав, що за деяких умов електрони не спроможні дифундувати в невпорядкованих структура твердих тіл — ефект, відомий під назвою андерсонівської локалізації електронів.
Спочатку робота Андерсона не привернула уваги нікого з учених, за винятком Мотта, який, розвинувши її ідеї, зумів пояснити ряд властивостей електронів в аморфних матеріалах. Запропонована ним концепція межі рухливості описує критичний рівень енергії, що відокремлює рухомі електрони від захоплених. Він також пояснив електричну провідність, викликану присутністю малого числа сторонніх атомів, а також мінімальну провідність, при якій в невпорядкованому матеріалі або зовсім не може протікати електричний струм, або не може протікати струм, що перевищує задану величину. Ця робота привела до використання напівпровідників в сонячних батареях, фотокопірах, і багатьох інших пристроях.
Звільнившись в 1971 р. від адміністративних обов'язків після своєї відставки в Кембриджі, Мотт, за словами Браяна Піппарда, який змінив його на посаді директора Кавендішської лабораторії, «як пес, що зірвався з ланцюга, люто накинувся на роботу з аморфними матеріалами».
У 1977 Мотт одержав спільно з Андерсоном і Джоном ван Флеком Нобелівську премію з фізики «за фундаментальні теоретичні дослідження електронної структури магнітних і невпорядкованих систем». «Теорія переходів Мотта і переходів Мотта-Андерсона сьогодні грає важливу роль в розумінні властивостей певних матеріалів і в створенні нових, — сказав Пер-Улоф Левдін, член Шведської королівської академії наук, при презентації лауреатів. — Андерсон і Мотт показали, що правильно контрольований безлад може бути технічно таким же важливим, як і найдовершеніший порядок».
Крім безпосередньо наукової роботи Мотт написав кілька статей, присвячених викладанню наук, а також входив в ряд комітетів, що займалися реформою освіти. У 1969—1977 рр. він очолював раду директорів компанії «Тейлор енд Френсіс», яка займалася видавництвом наукових книг, а ще раніше, в 1959—1966 рр., стояв на чолі Гонвілл-енд-Кіз-коледжу в Кембриджі.
У 1930 Мотт одружився з Рут Елінор Гордер; у них дві дочки. На дозвіллі Мотт цікавиться історією релігії, фотографією, колекціонуванням кольорового скла і візантійських монет.
Удостоєний багатьох нагород, Мотт отримав також багато почесних вчених ступенів Оксфордського, Лондонського і Паризького університетів і цілої низки інститутів. У 1977 французький уряд нагородив його орденом «За заслуги». У 1962 він отримав дворянство.